# Президентские выборы в Южной Корее (1979)

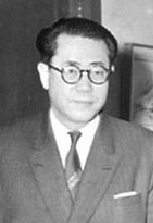
Чхве Гю Ха

Президентские выборы 1979 года в Южной Корее были внеочередными и проводились в связи с тем, что 26 октября был убит действующий президент Пак Чон Хи. Выборы состоялись 6 декабря 1979 года и были, в соответствии с Конституцией Юсин непрямыми — президента избирала коллегия выборщиков, избранная в мае 1978 года. Единственным кандидатом на должность президента был премьер-министр Чхве Гю Ха, который получил 2465 голоса коллегии выборщиков «за» и 84 — были признаны недействительными, 11 членов коллегии отсутствовали. Чхве Гю Ха формально занимал должность президента до июля 1980 года, но уже через шесть дней после его избрания генерал Чон Ду Хван захватил власть в результате государственного переворота, после чего власть Чхве Гю Ха стала чисто номинальной.

## Результаты выборов
| Место            |                  | Кандидаты        | Партия           | Число поданых голосов | %       |
| ---------------- | ---------------- | ---------------- | ---------------- | --------------------- | ------- |
| 1                | 1                | Чхве Гю Ха       | независимый      | 2465                  | 96,70 % |
| Недействительных | Недействительных | Недействительных | Недействительных | 84                    | 3,30 %  |
| Выборщики        | Выборщики        | Выборщики        | Выборщики        | 2560                  |         |
| Total votes      | Total votes      | Total votes      | Total votes      | 2549                  | 100 %   |